# Saint-Pardoux-l'Ortigier
 Saint-Pardoux-l'Ortigier  là một xã thuộc tỉnh Corrèze trong vùng Nouvelle-Aquitaine miền trung Pháp.